# Diofanto de Alexandria
Diofanto de Alexandria (em grego clássico: Διόφαντος ᾿Αλεξανδρεύς; nascido entre 201 e 214 — falecido entre 284 e 298) foi um matemático grego muito relevante, porém há controvérsias sobre sua data de nascimento e morte. É conhecido como o "pai da Álgebra", e sua contribuição para a álgebra é vista como similar a que Euclides tem na Geometria e Ptolomeu na Astronomia. Além disso, escreveu o trabalho "Arithmetica", no qual se tornou conhecido e, em sua tumba, resta um famoso enigma (que ao que tudo indica, foi criado por um amigo, o Metrodorus). 

## Biografia
Pouco se conhece sobre a vida de Diofanto de Alexandria. Através da leitura dos seus escritos, nos quais cita Hípsicles (240-170 a.C.), e também por uma passagem de Teão de Alexandria (335–395), que cita Diofanto como um clássico, é possível marcar limites temporais que permitem situar a vida deste autor entre o século II a.C. e o princípio do século IV d.C. da nossa era. De acordo com P. Tannery, deve-se considerar Diofanto como contemporâneo de Papo (290–350) e pertencendo à segunda metade do século III. Por outro lado, atendendo a que na parte da aritmética da mutilada obra de Papo não é mencionado o nome de Diofanto, sendo no entanto citados, não só diversos outros geómetras da época, mas também quase todos os matemáticos do seu tempo Héron (10–75), Nicômaco (60–120), Teão e Ptolomeu, Diofanto possa ser um pouco posterior a Papo.
Dentre os matemáticos que estudaram a Teoria dos Números, sem dúvida, Diofanto foi um dos mais importantes. Sua obra Aritmética, escrita por volta de 250, trata principalmente da solução de equações indeterminadas com coeficientes inteiros. Estudou e trabalhou na Escola de Alexandria. Como fora sua vida pouco se sabe, exceto o enigmático verso em Antologia palatina escrito em sua tumba:
“Aqui jaz Diofanto. Maravilhosa habilidade. Pela arte da álgebra a lápide nos diz sua idade: Deus deu um sexto da vida como infante, um duodécimo mais como jovem, de barba abundante; e ainda uma sétima parte antes do casamento; em cinco anos nasce-lhe o rebento. Lastima! O filho do mestre e sábio do mundo se vai. Morreu quando atingiu metade da idade final do pai. Quatro anos a mais de estudos consolam-no do pesar; Para então, deixando a terra, também ele alívio encontrar.”
Daí podemos representar como uma equação algébrica e descobrirmos sua idade:
{\displaystyle x={\frac {x}{6}}+{\frac {x}{12}}+{\frac {x}{7}}+5+{\frac {x}{2}}+4}
Como {\displaystyle x} representa sua idade, resolvendo a equação temos 84 anos.

## Obra
Diofanto escreveu vários outros livros além Aritmética, mas poucos deles resistiram ao tempo.
Diofanto se refere a um trabalho que consiste de uma coleção de lemas chamado The Porisms (ou Porismata), mas este livro é inteiramente perdido. Embora o Porisms está perdido, sabemos três lemas contidos lá, uma vez que Diofanto se refere a eles em Aritmética. Um lema indica que a diferença dos cubos de dois números racionais é igual à soma dos cubos de dois outros números racionais, ou seja, dados quaisquer {\displaystyle a}, {\displaystyle b}, {\displaystyle c} e {\displaystyle d}, todos positivos e racionais com {\displaystyle a>b}, então {\displaystyle a^{3}-b^{3}=c^{3}+d^{3}}.
Escreveu também sobre as soluções de certa de inequações: para que uma equação tenha solução primeiro precisamos saber a qual sistema numérico as soluções pertencem, isto é, se as soluções pertencem aos números naturais, inteiros, reais ou outros. Certas equações cujas soluções são números inteiros ou racionais são chamadas de Equações Diofantinas.
Um livro chamado Preliminares aos elementos geométricos tem tido a autoria tradicionalmente atribuída a Heron de Alexandria. Recentemente, foi estudado por Wilbur Knorr, que sugeriu que a atribuição de herói está incorreta, e que o verdadeiro autor é Diofanto.

### Aritmética
A sua principal obra é, sem dúvida, Aritmética composta de 13 livros, como relata o próprio Diofanto no prefacio. Até há cerca de trinta anos, desses livros eram conhecidos apenas seis, na língua original; posteriormente, apareceram mais quatro livros, traduzidos em árabe, que alguns historiadores julgam fazer parte da obra. Aritmética é uma coleção de problemas sob forma de exemplos numéricos específicos. Foi encontrada em Veneza por Johann Müller (matemático e astrônomo alemão) em 1464 e a primeira tradução se deve a Wilhelm Holzmann (1532-1576). Aritmética de Diofanto é um trabalho completamente diferente dos demais trabalhos gregos da época, assemelhando-se aos trabalhos "algébricos" dos babilônios, mas revelando relativamente a eles, um grande avanço nesta área. Esta obra não é uma exposição sistemática de proposições, mas sim uma recolha de problemas (mais de uma centena) formulada em termos de exemplos (o que do ponto de vista matemático é inferior à ciência grega feita até então) e as demonstrações são apenas ilustrações, em casos particulares concretos.
No primeiro livro há 39 problemas dos quais 25 são problemas que envolvem equações de 1º grau e 14, de 2º grau. No segundo livro encontramos 35 problemas. O mais famoso dos problemas deste livro é o de número 8. Foi em uma cópia do livro Aritmética, nas margens desse problema de número 8, no qual se achavam descritas as infinitas soluções da equação pitagórica {\displaystyle x^{2}+y^{2}=z^{2}} que Pierre de Fermat (1601 - 1665) escreveu: "Por outro lado, é impossível separar um cubo em dois cubos, ou uma biquadrada em duas biquadradas, ou, em geral, uma potência qualquer, exceto um quadrado em duas potências semelhantes. Eu descobri uma demonstração verdadeiramente maravilhosa disto, que todavia esta margem não é sufucientemente grande para cabê-la." Esta afirmação, conhecida como o Último teorema de Fermat, só foi demonstrada em 1995, pelo matemático inglês Andrew Wiles.
Já o terceiro livro contém 21 problemas. No problema 19 deste livro, pela primeira vez, recorre se à geometria para obter sua solução. O livro quatro contém 40 problemas. A maioria deles trata dos números cúbicos. Como os gregos não conheciam as fórmulas da equação cúbica, a seleção dos dados de Diofanto faz com que se chegue a uma solução aceitável deste tipo de equação. O quinto livro consta de 30 problemas, dos quais 28 são de 2º grau e 2 de 3º grau. O sexto e último livro contém 24 problemas que trazem a resolução de triângulos retângulos de lados racionais.
A contribuição mais conhecida de Diofanto é ter introduzido uma forma de representar o valor desconhecido em um problema, designando-o como arithmos, de onde vem o nome “aritmética”. Uma das contribuições mais significativas deste trabalho diz respeito às notações: são introduzidas algumas abreviaturas para designar quantidades e operações, iniciando o que viria a chamar-se "álgebra sincopada". (Os historiadores distinguem, em geral, três períodos no desenvolvimento da álgebra: álgebra retórica, em que tudo é explicado por palavras; álgebra sincopada, na qual se usam algumas abreviaturas e álgebra simbólica).
Diofanto usou o símbolo análogo à letra grega {\displaystyle \zeta } para representar a incógnita, à qual chamou aritmos; para o quadrado da incógnita usou {\displaystyle D^{Y}}, à qual chamou dinamos (quadrado); para cubo da incógnita usou {\displaystyle K^{Y}} e chamou-lhe Kubos; para a potência de expoente quatro usou {\displaystyle D^{Y}D} e chamou-lhe dinamos-dinamos; para as potências de expoente cinco e seis usou, respectivamente, {\displaystyle DK^{Y}} (quadrado-cubo) e {\displaystyle K^{Y}K} (cubo-cubo). Usou, também, sinais especiais para os recíprocos das seis primeiras potências da incógnita. Para os problemas propostos, Diofanto só aceitava como solução números racionais positivos.

#### Problema do livroAritmética
Livro II, 8
O problema mais famoso é o número 8 do Livro II
"Decompor o quadrado 16 em dois quadrados".
A resolução que Diofanto propõe é: “Se quisermos decompor {\displaystyle 16} em dois quadrados e supusermos que o primeiro é {\displaystyle 1} aritmo, o outro terá {\displaystyle 16} unidades menos um quadrado de aritmo e, portanto, {\displaystyle 16} unidades menos um quadrado de aritmo são um quadrado. Formemos um quadrado de um conjunto qualquer de aritmos diminuído de tantas unidades como tem a raiz de {\displaystyle 16} unidades, ou seja, o quadrado de {\displaystyle 2} aritmos menos {\displaystyle 4} unidades. Este quadrado terá {\displaystyle 4} unidades de aritmo e {\displaystyle 16} unidades menos {\displaystyle 16} aritmos, que igualaremos a {\displaystyle 16} unidades menos um quadrado de aritmo e somando a um e outro lado os termos negativos e restando os semelhantes, resulta que {\displaystyle 5} quadrados de aritmo equivalem a {\displaystyle 16} aritmos e, portanto, {\displaystyle 1} aritmo vale {\displaystyle {\frac {16}{5}}}; logo, um dos números é {\displaystyle {\frac {256}{25}}} e o outro {\displaystyle {\frac {144}{25}}}, cuja soma é {\displaystyle {\frac {400}{25}}}, ou seja {\displaystyle 16} unidades, e cada um deles é um quadrado”.
Livro I, 17
"Encontrar quatro números cuja soma três a três seja, respectivamente, 22, 24, 27 e 20."
Livro II, 28
"Encontrar dois números quadrados tais que o seu produto somado a eles dê um número quadrado."
Livro III, 13
"Encontrar três números tais que o produto de quaisquer dois somado ao terceiro seja um quadrado."
Livro III, 15
"Encontrar três números tais que o produto de quaisquer dois somado à soma deles seja um quadrado."

## O pensamento algébrico de Diofanto
O pensamento de Diofanto sobre os processos de desenvolvimento da matemática, especialmente em relação a resoluções de problemas existentes em sua época, baseado na invenção e no uso de símbolos, certamente para simplificar a escrita e os cálculos matemáticos, fizeram com que as expressões, até então escritas totalmente com palavras, pudessem se apresentar de formas abreviadas. Ao contrário de seus antepassados, que nos procedimentos de resoluções de problemas utilizavam excessivamente descrições através de palavras sem fazer uso de símbolos para representar incógnitas, Diofanto introduziu no cenário da matemática um novo modo de pensar tendo por base uma abreviação simbólica das quantidades desconhecidas – as “designações abreviadas”.
No problema 27 do livro I, por exemplo, é solicitado encontrar dois números cuja soma e o produto sejam números dados.
- Resolução retórica: Considere que a soma é {\displaystyle 20} e o produto, {\displaystyle 96}. Supondo que a diferença entre os dois números seja {\displaystyle 2} arithmos, começamos por dividir a soma desses números (que é {\displaystyle 20}) em dois (obtendo {\displaystyle 10}). A partir desse resultado, consideramos um arithmos somado e subtraído de {\displaystyle 10}, respectivamente, a e de cada uma das metades. Como a metade da soma é {\displaystyle 10}, tomando a metade subtraída {\displaystyle 1} arithmos mais a metade acrescentada de {\displaystyle 1} arithmos, obtendo {\displaystyle 20}, que é a soma desejada. Para que o produto seja {\displaystyle 96}, multiplicamos essas mesmas quantidades, obtendo {\displaystyle 100}, subtraído do quadrado do arithmos (um dynamis). Chegamos, assim, à conclusão de que o dynamis deve ser {\displaystyle 4}, logo, o valor do arithmos é {\displaystyle 2}. Os valores procurados são, portanto, {\displaystyle 10+2} e {\displaystyle 10-2}, ou seja, {\displaystyle 8} e {\displaystyle 12}.
- Resolução usando as abreviações: Se esses números fossem iguais, cada um deles seria {\displaystyle 10}. Supomos que a diferença entre eles seja {\displaystyle 2\zeta }, ou seja, os dois números procurados são obtidos retirando {\displaystyle \zeta } de um destes {\displaystyle 10} e adicionando {\displaystyle \zeta } ao outro. Como a soma não muda após essas operações, temos {\displaystyle 10-\zeta +10+\zeta =20}. Mas sabemos também que o produto desses números é {\displaystyle 96}, logo, podemos escrever {\displaystyle (10-\zeta )(10+\zeta )=96}. Observamos, então, que {\displaystyle 100-\Delta Y=96}, e concluímos que o valor de {\displaystyle \zeta } deve ser {\displaystyle 2}. Logo, os números procurados {\displaystyle 10-\zeta } e {\displaystyle 10+\zeta } são, respectivamente, {\displaystyle 8} e {\displaystyle 12}.
- Resolução em notação moderna: Supondo {\displaystyle x} e {\displaystyle y=10}, seja {\displaystyle 2x} a diferença entre eles, então  {\displaystyle \exists \ z/x=10-z} e {\displaystyle y=10+z}. Substituindo na equação {\displaystyle x\cdot y=96} obtemos: {\displaystyle (10-z)(10+z)=96}; logo, {\displaystyle 100-z^{2}=96}. Então, {\displaystyle z} é igual a {\displaystyle 2}. Logo, os números procurados {\displaystyle x=10-z} e {\displaystyle y=10+z} são, respectivamente, {\displaystyle 8} e {\displaystyle 12}.

Em síntese, observa-se a partir dos fatos evidenciados, sobretudo em relação aos processos de resoluções de problemas utilizados desde Diofanto, uma forte vinculação do desenvolvimento algébrico associado aos símbolos que serviram para abreviações de problemas, permitindo soluções mais sintéticas em comparação com as resoluções, fazendo-se exclusivamente o uso das palavras. Os símbolos evoluíram ao longo da história do desenvolvimento matemático tornando-se uma linguagem poderosa a ponto de se tornarem praticamente indissociável da álgebra e do nosso fazer atuais.